# Черёмушки (фильм)
«Черёмушки» — музыкальная комедия режиссёра Герберта Раппапорта, адаптированная киноверсия оперетты Дмитрия Дмитриевича Шостаковича «Москва, Черёмушки»
Лидер проката СССР (1963, 9 место) — 28,8 млн зрителей (963 копии).
Место съемок — Ленинград, преимущественно район Автово.

## Сюжет
Лида Бабурова, экскурсовод архитектурного музея, неожиданно получает ордер на двухкомнатную квартиру в новом микрорайоне Заречье, среди новосёлов называемом «наши Черёмушки» (старый дом, где они жили, дал большую трещину, от потолка отвалился большой кусок, открывший пробоину к соседям, живущим над ними).
Лида с отцом идут осматривать квартиру, но выясняется, что её как бы не существует. Управдом Барабашкин провёл фиктивную документацию, и квартира Бабуровых слилась с соседней, принадлежащей начальнику стройтреста Дребеднёву.
С девушкой назойливо мечтает познакомиться Борис и придумывает, как помочь пострадавшим. Он намекает Фёдору Михайловичу, что такую большую квартиру в случае развода его новая молодая жена, Вава, сможет легко разменять на две.
Лида не хочет принять помощь такого рода. Жильцы, дружно ставшие на сторону Бабуровых, идут к руководству строительства и рассказывают о безобразном поступке начальства. Квартира возвращается к хозяевам, управдом становится дворником, а на его место идёт, ставший холостым, Дребеднёв.

## В ролях
- Ольга Заботкина — Лида Бабурова, экскурсовод в музее города
- Владимир Васильев — Борис Георгиевич Корецкий, подрывник
- Геннадий Бортников — Саша Бубенцов
- Марина Хатунцева — Маша, его жена
- Светлана Живанкова — Люся, крановщица в новостройках Черёмушки
- Владимир Земляникин — Сергей, водитель
- Василий Меркурьев — Фёдор Михайлович Дребеднёв, начальник стройтреста
- Марина Полбенцева — Валентина Николаевна, молодая жена Дребеднёва
- Евгений Леонов — Барабашкин, управдом
- Фёдор Никитин — Семён Семёнович Бабуров, отец Лиды
- Константин Сорокин — Курочкин, сосед
- Рина Зелёная — Курочкина, его жена
- Сергей Филиппов — Мылкин, сосед
- Эмма Трейвас — Мылкина, его жена
- Михаил Пуговкин — Ковалёв, старший пожарной смены
- Гелий Сысоев — подрывник
- Лев Лемке — сосед
- Вера Титова — соседка с младенцем
- Герман Лупекин — новосёл (нет в титрах)

Вокальные партии исполнили:
- А. Александрович, А. Зильберт, Зоя Рогозикова, Т. Глинкина, Гренада Мнацаканова, Эдуард Хиль.

## Съёмочная группа
- Сценаристы: Исаак Гликман (сценарий), Владимир Масс (либретто), Михаил Червинский (либретто)
- Режиссёр: Герберт Раппапорт
- Оператор: Анатолий Назаров
- Композитор: Дмитрий Шостакович
- Художник: Марксэн Гаухман-Свердлов